# Gigantes do Brasil (série de televisão)
Gigantes do Brasil é uma minissérie docudrama que conta a história dos principais empreendedores que revolucionaram a indústria no país: Francesco Matarazzo, Percival Farquhar, Giuseppe Martinelli e Guilherme Guinle. Esses 4 personagens ajudaram a construir a história do Brasil, ao transformar o Brasil rural em uma potência econômica e industrializada.
Realizada pela Boutique Filmes, junto com o History Channel, Gigantes do Brasil retrata as primeiras indústrias, ferrovias, urbanização das cidades, exploração de petróleo. Através de recursos de computação em 3d, a produção do seriado reconstruiu o Brasil do final do século XIX até metade do século XX dando destaque a trajetória de homens sonhadores, implacáveis e ambiciosos, que competiram por suas fortunas e perseguiram seus objetivos.
A série também conta com depoimentos de historiadores, biógrafos e empreendedores ligados à indústria nacional Luiza Trajano (Magazine Luiza), Ricardo Nunes (Ricardo Eletro), Hélio Rotenberg (Grupo Positivo) e Walter Torres (Wtorre), entre outros.
No total, foram mais de 228 horas de gravação, em mais de 50 locações. O elenco completo contou com 99 atores, entre os principais, secundários e apoio, e 422 figurantes.
Inicialmente, o The History pensou na série como uma pequena produção de apenas 4 episódios relatando a história de Francesco Matarazzo e outros empreendedores. Na época, foi a produção mais cara do canal já feita no país mas que recuperou devido ao sucesso. Devido a esse sucesso, o canal decidiu retomar a ideia no início do ano passado (2018) abrangendo mais sobre empreendedores que influenciaram o desenvolvimento econômico do Brasil. "Mauá – O Primeiro Gigante", foi o primeiro da nova temporada da série que fala sobre o Barão de Mauá, dirigida por Fernando Honesko. "A vantagem da nova produção, tanto para mim, quanto diretor, como para o público, é que vamos explorar melhor as narrativas, já que agora estamos trabalhando com um recorte de tempo histórico mais específico e mais curto” afirma o diretor.
Assim como no projeto inicial, um grupo de historiadores foram chamados para acompanhar e dar consultoria sobre a época retratada.
Gigantes do Brasil é uma minissérie baseada na série americana, Gigantes da Indústria.

## Episódios

### Episódio 1: Francesco Matarazzo
O primeiro episódio conta a história do pioneiro da indústria brasileira. O jovem Francesco Matarazzo perde tudo ao chegar ao país, em 1881, quando suas mercadorias afundaram no mar. Sem dinheiro algum, ele começou a trabalhar como mascate para manter a família, até que teve a ideia de produzir banha de porco enlatada e posteriormente abriu seu próprio armazém e para evitar as importações, produzia tudo o que podia, iniciando assim o que futuramente seria o verdadeiro império.
O pai de Francesco, Costabile Matarazzo, era um negociante habilidoso e agricultor que acabou assassinado. Seu filho mais velho, Francesco Matarazzo, teve que assumir os negócios do pai numa época de crises na Itália, o que fez a família vir para o Brasil. Estabeleceu-se em Sorocaba, província de São Paulo, com o pouco dinheiro que lhe restava, onde acabou se tornando o homem mais rico do Brasil.

### Episódio 2: Percival Farquhar
Embora Matarazzo tenha dado início à indústria no Brasil, sem infraestrutura não era capaz de desenvolver todo o seu potencial industrial. A situação do país ainda era muito precária e por conta disso, Percival Farquhar foi o responsável da construção da estrada de ferro Pan-Americana e levou energia elétrica para o Rio de Janeiro abrindo portas para a entrada de capital estrangeiro no país. Esta era a arena perfeita para um capitalista norte-americano ousado e ambicioso executar seu plano de construção de um país.
Farquhar foi o maior investidor privado do Brasil entre as décadas de 1900 e 1920. Investiu em obras colossais, buscando deixar o país mais estruturado, porém como a infraestrutura necessitava de muita cautela e planejamento, seus negócios não suportaram as crises. Embora fosse extremamente rico, acabou arruinado e seus investidores perderam tudo pois o capital não durou até o término da obra.

### Episódio 3: Giuseppe Martinelli
O imigrante italiano chegou muito pobre no Brasil, em 1888. Em meio a Primeira Guerra Mundial viu no Brasil uma oportunidade de crescer. Sua vida foi marcada por negócios de alto risco e extremamente ousados. Martinelli vai fazer fortuna e mudar para sempre o horizonte da cidade de São Paulo. O Edifício Martinelli se tornaria seu próprio ícone de sucesso, assim como a mansão Matarazzo foi para o seu conterrâneo.
Giuseppe Martinelli era pedreiro antes de vir para o Brasil, e ao chegar aqui resolveu tornar-se comerciante e apostou em investimento de barcos. Porém, assim como Farquhar, sonhou alto demais ao querer construir o edifício que leva seu nome e perdeu tudo devido a crise de 1929. O prédio chamava atenção, não só pelo tamanho mas também pela luxuosidade que o envolvia.

### Episódio 4: Guilherme Guinle
Na década de 1920, o Brasil já demonstrava sinais de crescimento graças a homens que sonhavam alto e que desejavam desenvolver o país como Matarazzo, Martineli e Farquhar. Porém, um jovem empresário Guilherme Guinle era o mais interessado em gerar crescimento para o país. A Família Guinle tinha a concessão da Companhia Docas de Santos, que foi concedida pela Princesa Isabel, em 1888. Esse negócio rendeu a família uma enorme fortuna. Durante o Estado Novo, Guilherme Guinle ocupou cargos no Governo, e era contra à participação de capital estrangeiro no país, pois a presença dos estrangeiros trazia competição e muitas vezes acabava desvalorizando a riqueza interna.

## Cronologia
A Cronologia dos maiores empreendedores que transformaram o Brasil.
1881 - Francesco Matarazzo chega no Rio de Janeiro. Logo se muda para Sorocaba, São Paulo.
1889 -Proclamação da República no Brasil; Giussepe Martineli chega ao Brasil.
1900 - Construção do moinho Matarazzo. É um marco pois apenas 10 meses depois, ja produzia 110 toneladas de farinha por dia.
1905 - Percival Farquhar chega ao Brasil.
1906 - Farquhar dá início à implantação de energia elétrica no Rio de Janeiro. Também busca investir em ferrovias, o primeiro passo de seu ambicioso plano de interligar as Américas.
1911 - Nascem as Indústrias Reunidas Fábricas Matarazzo, o maior ajuntamento industrial brasileiro.
1914 - Começa a I Guerra Mundial; Percival vai a falência e deixa o país; Martinelli tem uma ideia de iria coloca-lo entre um dos empreendedores mais bem sucedidos do país.
1917 - Martinelli começa as suas exportações e chegou a exportar mais de 4 mil toneladas e cerais para a Itália e trouxe 27 toneladas de produtos para o Brasil.; Matarazzo recebe o título de conde após dar suporte a sua terra natal durante a guerra; As péssimas condições de trabalho nas fabricas levaram a população a fazer uma das maiores greves, o que gerou mais tarde as conquistas de direitos trabalhistas.
1918 - Fim da I Guerra Mundial; Os negócios de Martinelli entram em declínio.
1920 - Ermelino Matarazzo, sucessor dos negócios de Francesco Matarazzo morre em um acidente de carro.
1924 - Inicio da construção do Edifício Martinelli com 14 andares e mais de 300 salas e apartamentos.
1929 - Quebra da Bolsa de Nova Iorque; Martinelli está endividado; Guinle tem grandes perdas; Farquhar não consegue investidores para seu projeto de mineração; Matarazzo nomeia Chiquinho, seu filho mais novo, como seu sucessor.
1930 - Getúlio Vargas assume a presidência do Brasil através da Revolução de 1930.
1931 - Martinelli é obrigado a vender o prédio e usar o dinheiro para pagar as dívidas;
1937 - Morre Francesco Matarazzo; com isso, se inicia o declínio de suas empresas.
1939 - Inicio da Segunda Guerra Mundial.
1941 - Nasce a Vale do Rio Doce e a Companhia Siderúrgica Nacional;  Guilherme Guinle é nomeado presidente da CSN; Brasil na Era do Aço.

## Elenco

### Principal
| Personagem          | Ator              |
| ------------------- | ----------------- |
| Francesco Matarazzo | Tadeu Di Pietro   |
| Percival Farquhar   | Alexandre Barros  |
| Guilherme Guinle    | Ricardo Monastero |
| Giuseppe Martinelli | Fernando Nitcsh   |
| Filomena            | Ester Laccava     |
| Narrador            | Robson Nunes      |

### Recorrente
| Personagem                               | Ator                            |
| ---------------------------------------- | ------------------------------- |
| Achilles Stenghel                        | Matheus Prestes                 |
| Aberto                                   | Christiano Tomiossi             |
| Alexander Mackenzie                      | André Garolli                   |
| Amaral                                   | Alexandre Freitas               |
| Amyntas Jacques de Moraes                | Mário Sérgio Pretini            |
| Antonio                                  | Eduardo Acaiabe / Paulo Azevedo |
| Antonio Maria                            | Davi de Almeida                 |
| Andrea Matarazzo                         | Marco Biglia                    |
| Arthur Bernardes                         | Marcelo Goes                    |
| Athos de Lemos Rache                     | Roberto Skora                   |
| Atílio                                   | Ralph Maizza                    |
| Atilio Matarazzo                         | Adriano Carmona                 |
| Barão do Rio Branco                      | Tom Curti                       |
| Battista                                 | César Brasil                    |
| Cabo                                     | Diego Andrade                   |
| Carlo                                    | Guilherme Rodio                 |
| Caruso                                   | Luiz Alberto Faria              |
| Chatô (Francisco de Assis Chateaubriand) | Augusto César                   |
| Ciro                                     | Thiago Di Giovanni              |
| Chiquinho Matarazzo                      | Ernani Sanchez                  |
| Cristóvão                                | Marcos Ferraz                   |
| Coronel João Gualberto                   | Alberto Guiraldelli             |
| Costabile Matarazzo                      | Fábio Visconti                  |
| Dom Felippo                              | Paulino Raffanti                |
| Dr. Carl Lovelace                        | Marcelo Szpektor                |
| Eduardo Palassin Guinle                  | Ripa Homuth                     |
| Élio                                     | Marcelo Lapuente                |
| Ermelino Matarazzo                       | Roberto Audio                   |
| Fábio                                    | Bruno Kott                      |
| Fabrízio                                 | Thiago de Rogatis               |
| Fausto                                   | Laerte Késsimos                 |
| Francisco Mendes                         |                                 |
| Francesco Grandino                       | Alvise Camozzi                  |
| Francesco Matarazzo (jovem)              | Renan Paini                     |
| Frank Egan                               | Ivo Muller                      |
| Filomena (jovem)                         | Giulia Shanti                   |
| Jaime                                    | Júlio Silvério                  |
| João                                     | Ivan Cápua                      |
| John                                     | Rony Koren                      |
| José                                     | Clovys Torres                   |
| Gamba                                    | Weber Fonseca                   |
| Genaro                                   | Marcelo Franzolin               |
| Getúlio Vargas                           | Gustavo Trestini                |
| Giovanni Briccola                        | Wagner Molina                   |
| Gustavo Barros                           | Hugo Coelho                     |
| Inácio                                   | José Bosco                      |
| Ítalo Martinelli                         | Eric Muller                     |
| Lauro Mendes                             | Milton Le Cury                  |
| Lauro Muller                             | Mauro Schames                   |
| Lídio                                    | Gustavo Belchior                |
| Lord Balfour                             | João Bourbonnais                |
| Luigi Matarazzo                          | Douglas Simon                   |
| Luís Eduardo Matarazzo                   | Fernando Rocha                  |
| Manuel Inácio Bastos                     | Darson Ribeiro                  |
| Mascate Beppe                            | Ismar Rachmann                  |
| Mariangela Matarazzo                     | Gilda Nomacce                   |
| Mario de Almeida                         | Flavio Faustinoni               |
| Marco                                    | Juan Martyn                     |
| Marta                                    | Denise Araújo                   |
| Miguel                                   | Daniel Cardoso                  |
| Miguel                                   | Daniel Tavares                  |
| Milton                                   | Alexandre Bamba                 |
| Moraldo                                  | Dídio Perini                    |
| Osvaldo Cruz                             | Fábio Mazzini                   |
| Salvattore                               | Renato Chocair                  |
| Santino                                  | Gupt Prem                       |
| Silveira                                 | Paulo Olivia                    |
| Sylvio Fróes                             | Sílvio Restiffe                 |
| Sr. Edward                               | Ygor Fiori                      |
| Sr. Robert                               | Renato Basila                   |
| Pai Jacinto                              | Cléber Colombo                  |
| Paolo                                    | Paulinho Faria                  |
| Puglisi-Carbone                          | Emílio Fontana Filho            |
| Transeunte Castelabatte                  | Lucas Pinheiro                  |
| Tomás                                    | Pedro Henrique Moutinho         |
| Waldir                                   | Nelson Peres                    |
| Wallace Rotschild                        | Eugenio La Salvia               |
| Willian Van Horne                        | Leo Castro                      |
| Yolanda                                  | Camila Caparroz                 |
| Zavattini                                | Carlos Morelli                  |

## Personagens
- FRANCESCO MATARAZZO

Francesco Matarazzo foi o fundador do maior complexo industrial da América Latina. Com sua morte em 1937, aos  83 anos, o empresário deixou uma fortuna avaliada em cerca de US$ 10 bilhões. O Imigrante italiano ajudou sua comunidade natal durante a Primeira Guerra Mundial e seus esforços lhe renderam o título de Comendador e, alguns anos depois, o de Conde. As honrarias foram concedidas pelo rei italiano Vittorio Emmanuele II.

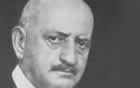
Francesco Matarazzo

As Indústrias Reunidas Fábricas Matarazzo tornaram-se um grande império, a partir do prédio instalado no Anhangabaú, onde hoje é sede da Prefeitura de São Paulo e o nome de seu dono tornou-se um mito entre os empresários e a população em geral.
Após sua morte, Francisco Matarazzo Júnior, o penúltimo dos 13 filhos, ficou à frente dos negócios da família por quatro décadas. O sucessor natural seria Ermelino, o primogênito, porém ele morreu em um acidente de carro na Itália, em 1920.
- GIUSSEPPE MARTINELLI

O italiano Giusseppe Martineli veio para o Brasil em 1888, com apenas 18 anos de idade. Na Italia trabalhava como pedreiro, uma tradição familar. No Brasil trabalhou como açougueiro e mascate. Começou a entrar no mundo dos negócios após um convite dos irmãos Puglisi-Carbone e Francesco Matarazzo para abrir um escritório de despacho em Santos e logo depois abriu sua própria firma.
A Fratelli Martinelli representava empresas exportadoras italianas, principalmente no ramo de bebidas. Além delas, representava uma companhia de navegação Lloyd Italiano que exportava café para a Itália.
Durante a Primeira Guerra Mundial, abriu a sua própria companhia de navegação com navios antigos e enfrentou a travessia oceânica para levar mantimentos aos países em meio ao conflito e era uma das principais exportadoras e atuava nos principais portos da Europa.
Antes da construção do famoso edifício Martinelli, em São Paulo, em 1924, ainda foi dono das minas carboníferas em Butiá-RS e de estaleiros para produção de seus próprios navios, que, mais tarde, o permitiram reerguer-se após falir e vender o prédio com a crise de 1929.
Martinelli mudou-se para o Rio de Janeiro após a quebra da Bolsa de Nova York em 1929, já que se viu obrigado a entregar o prédio. No Rio teve a oportunidade de construir outros edificios. Ele morreu no dia 27 de novembro de 1946.
- PERCIVAL FARQUHARPercival Farquhar

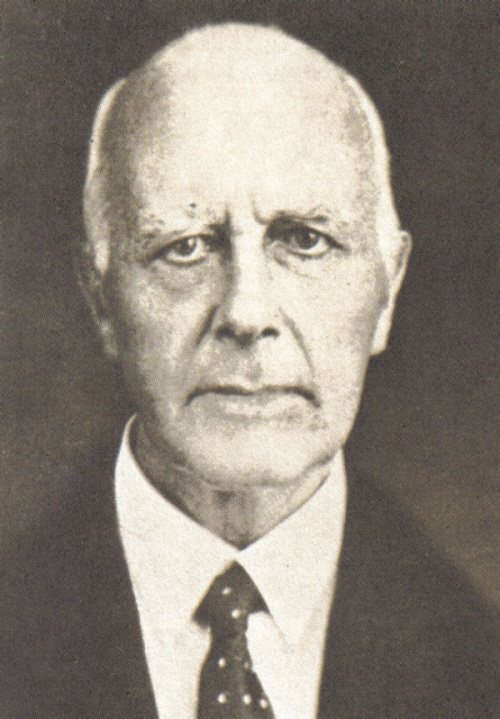
Percival Farquhar

Percival Farquhar foi um dos empresários mais poderosos que o Brasil já teve. Um americano disposto a arriscar em negócios no Brasil, chega com a missão de implantar ferrovias que levaria o interior á capital.
Enfrentou muitas criticas de políticos e concorrência de alguns empresários da época pois receavam quando ao capital estrangeiro. Ele passou a ter disputas com a família Guinle nos 30 anos seguintes até vence-los numa disputa pelos serviços públicos da capital Baiana, Salvador.
Seu projeto mais ambicioso estava a estrada de ferro Pan-Americana, que interligaria as americas, porém os negócios vão tão bem como o esperado. Com entrada do comércio da borracha na região do Sudeste Asiático no mercado mundial, sua ferrovia é inaugurada já sabendo que não duraria muito tempo já que ela não seria necessária para transporte.
Sua última tentativa de triunfar fica quando ele adquire a mina de Itabira para exportar minério de ferro mas com a concorrência, ele perde para Guinle. O concorrente, ao se aproximar do então Presidente Getulio Vargas, oferece um plano da Companhia Siderúrgica Nacional, fazendo assim com que a mina de Itabira fosse desapropriada.
Farquhar morreu no dia 4 de agosto de 1953 em Nova Iorque, Estados Unidos.
- GUILHERME GUINLEGuilherme Guinle

Guilherme Guinle

Filho de Eduardo Pallasim Guinle, fundador da Companhia Docas de Santos, Guilherme Guinle, foi engenheiro, empresário e filantropo além de ter sido um dos homens mais importantes do Brasil.
Como cresceu no meio dos negócios do pai, Guilherme já estava acostumado ao mundo dos negócios de exportação e importação, mas nunca tinha passado por situações de pressão como o norte americano Percival Farquhar. Após a morte do pai, assumiu os negócios da família.
Na década de 30, realizou muitos investimentos na área de exploração de petróleo e, durante o Estado Novo (1937-1945), foi vice-presidente do Conselho Técnico de Economia e Finanças do Ministério da Fazenda.
Na década de 40, Guinle foi escolhido por Vargas para presidir a Companhia Siderúrgica Nacional (CSN). Esse foi o fato mais impactante de sua vida, pois  consegue a virada em favor de seu projeto (em oposição ao da Itabira Iron, de Farquhar). Ficou no posto de presidente do CSN até 1945.
Guilherme Guinle morreu no dia 20 de maio de 1960 no mesmo palacete em que cresceu, no Rio de Janeiro.